# Dolmen de la Pierre Cesée
Le dolmen de la Pierre Cesée est un dolmen situé à Soucelles, dans le département français de Maine-et-Loire.

## Protection
L'édifice est classé au titre des monuments historiques en 1910.

## Description
Le dolmen de la Pierre Cesée est un dolmen de type angevin, en grès. La chambre mesure plus de 7 mètres de long pour 3 mètres de large ; elle est couverte d’une seule table de couverture (8,80 m de long pour 3 m de large), brisée en deux mais demeurée en place. La dalle de chevet est fortement échancrée. Le côté nord est constitué de deux dalles séparées par un intervalle de 1,55 m. Les fouilles partielles réalisées en 1929 par G. Denizot et Desmazières ont révélé que l'orthostate côté sud est une grande dalle de 2,90 m de hauteur dont 1,10 m enfoncé dans le sol sableux. Côté sud-est, le pilier est fendu à mi-hauteur mais est demeuré en place avec un décalage visible entre les deux morceaux. La chambre était précédée d'un portique dont seuls quelques vestiges émergent encore du sol. Deux petites dalles, dont une désormais enterrée, devaient à l'origine obturer l'entrée de la chambre côté sud-est.
Le dolmen a été en partie restauré mais de manière assez peu orthodoxe en 1958. Le tamisage des déblais de cette restauration a permis de recueillir de nombreux tessons de céramique et silex, dont «un seul taillé en petit grattoir».

## Folklore
Selon Desmazières, la tradition veut que la fée qui construisit le dolmen a imprimé l'empreinte de son talon et de son bâton sur la face supérieure de la table de couverture avant de sauter dans le Loir.
Le nom de Pierre Césée viendrait de ce qu'elle fut cassée (caesee) par la foudre mais selon une autre tradition il s'agit d'une déformation de César, auquel on attribue, sur la même commune, le menhir des Foucronières, dit Doigt de César.